# Szyld

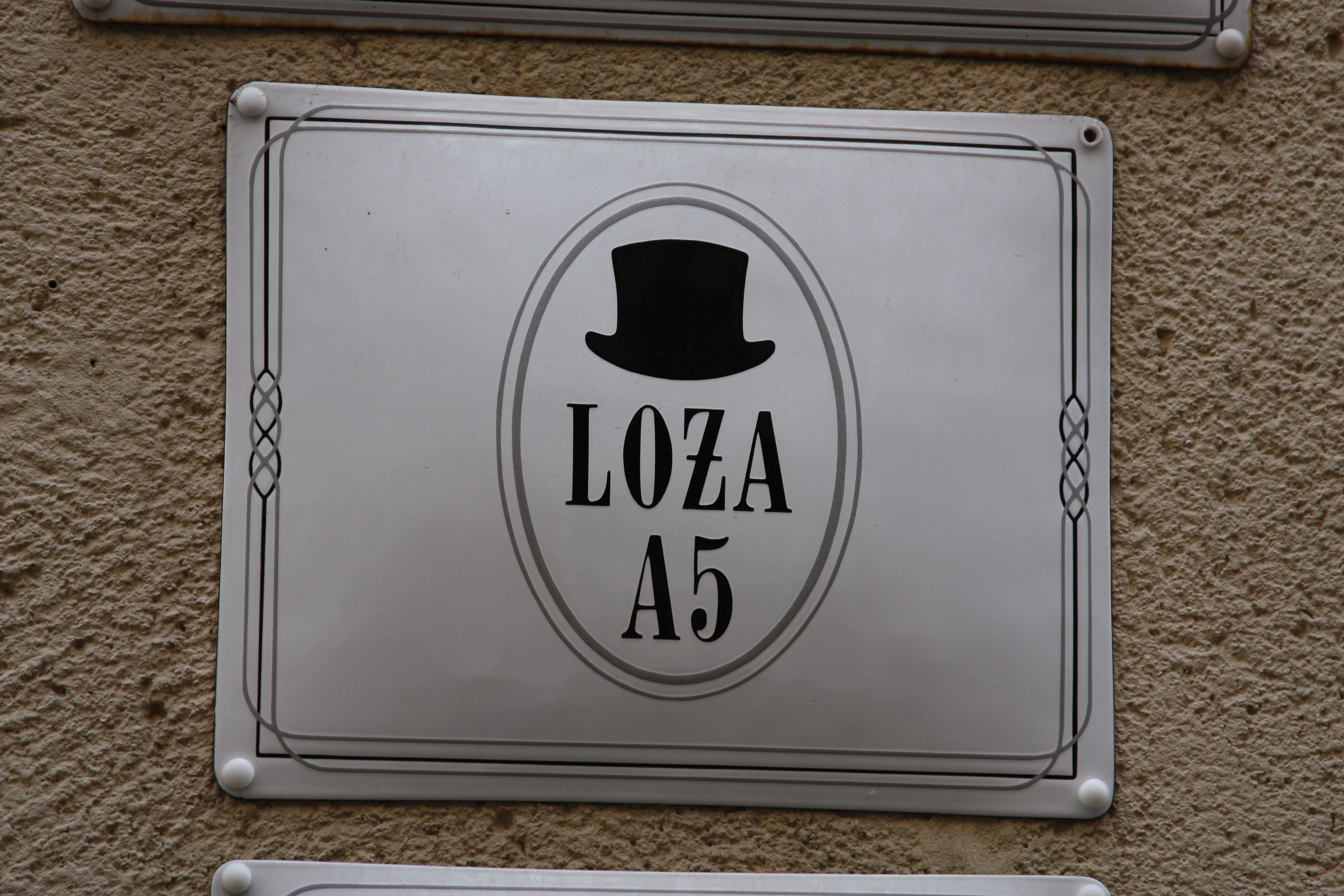
Szyld

Szyld – tablica reklamowa lub urządzenie reklamowe informujące o działalności prowadzonej na nieruchomości, na której ta tablica reklamowa lub urządzenie reklamowe się znajduje. Może znajdować się przy wejściu do sklepu, warsztatu, instytucji lub innego podobnego punktu. Regulacje dotyczące umieszczania nośników reklamowych na elewacjach zależą od planu miejscowego lub uchwały krajobrazowej, a dla szyldów istnieje różnorodność form, takich jak tablice, kasetony, semafory, szyldy ażurowe, flagi, markizy czy szyldy wolnostojące. Przy wyborze szyldu ważne jest uwzględnienie czytelności, estetyki i komunikatu, aby przyciągnąć klientów, unikając przy tym nadmiernego natręctwa czy nieczytelności.
Szyld występuje również przy drzwiach gdzie stanowi okucie drzwiowe otaczające klamkę lub przykrywające zamek.